# Wereldkampioenschappen boogschieten 1939
De wereldkampioenschappen boogschieten 1939 waren door de Fédération Internationale de Tir à l'Arc (FITA) georganiseerde kampioenschappen voor boogschutters. De 9e editie van de wereldkampioenschappen vond plaats in de Noorse hoofdstad Oslo van 31 juli tot en met 5 augustus 1939.

## Medailles

### Recurve
| Onderdeel             | Goud | Goud                                                     | Zilver | Zilver                                                     | Brons | Brons                                          |
| --------------------- | ---- | -------------------------------------------------------- | ------ | ---------------------------------------------------------- | ----- | ---------------------------------------------- |
| Mannen (individueel)  | FRA  | Roger Béday                                              | FRA    | Gaston Questemann                                          | GBR   | A.H. Mole                                      |
| Mannen (team)         | FRA  | Roger Béday Paul Demare Pierre Felbacq Gaston Questemann | GBR    | A.H. Mole Schofield Smith Sparrow                          | SWE   | Gunnar Källström Jan Kjellander Henry Kjellson |
| Vrouwen (individueel) | POL  | Janina Kurkowska                                         | POL    | Natalia Szczycińska                                        | GBR   | Louise Nettleton                               |
| Vrouwen (team)        | POL  | Krystyna Guzianka Janina Kurkowska Natalia Szczycińska   | GBR    | Linder Louise Nettleton Luisa Sandford Norah Weston-Martyr | SWE   | Lisa Heilborn Tina Kjellson Julia Stranne      |

### Medaillespiegel
| Plaats | Land                | Goud | Zilver | Brons | Totaal |
| 1      | Frankrijk           | 2    | 1      | 0     | 3      |
| 1      | Polen               | 2    | 1      | 0     | 3      |
| 3      | Verenigd Koninkrijk | 0    | 2      | 2     | 4      |
| 4      | Zweden              | 0    | 0      | 2     | 2      |
| Totaal | Totaal              | 4    | 4      | 4     | 12     |